# Запорізький обласний комітет Комуністичної партії України
Запорізький обласний комітет Комуністичної партії України — орган управління Запорізькою обласною партійною організацією КП України (1939–1991 роки). Запорізька область утворена 10 січня 1939 року. 

## Перші секретарі обласного комітету (обкому)
- січень 1939 — жовтень 1941 — Матюшин Федір Семенович
- вересень 1943 — 30 серпня 1946 — Матюшин Федір Семенович
- 30 серпня 1946 — 22 листопада 1947 — Брежнєв Леонід Ілліч
- 22 листопада 1947 — 5 вересня 1951 — Єнютін Георгій Васильович
- 5 вересня 1951 — 29 квітня 1952 — Іванов Ілля Іванович
- 29 квітня 1952 — 20 грудня 1957 — Гайовий Антон Іванович
- 20 грудня 1957 — 16 серпня 1962 — Скрябін Володимир Володимирович
- 16 серпня 1962 — 17 січня 1963 — Титаренко Олексій Антонович
- 15 січня 1963 — 15 грудня 1964 (сільський) — Мокроус Федір Якович
- 17 січня 1963 — 15 грудня 1964 (промисловий) — Титаренко Олексій Антонович
- 15 грудня 1964 — 24 березня 1966 — Титаренко Олексій Антонович
- 24 березня 1966 — 18 листопада 1985 — Всеволожський Михайло Миколайович
- 18 листопада 1985 — 22 жовтня 1988 — Сазонов Анатолій Павлович
- 22 жовтня 1988 — 5 жовтня 1990 — Харченко Григорій Петрович
- 5 жовтня 1990 — серпень 1991 — Малєв Валерій Іванович

## Другі секретарі обласного комітету (обкому)
- січень 1939 — 8 серпня 1939 — Федоренко Яким Іванович
- 8 серпня 1939 — жовтень 1941 — Кириленко Андрій Павлович
- вересень 1943 — 20 квітня 1947 — Кириленко Андрій Павлович
- 20 квітня 1947 — 22 листопада 1947 — Єнютін Георгій Васильович
- березень 1948 — січень 1949 — Стоянцев Олексій Андрійович
- січень 1949 — квітень 1950 — Титов Микола Сергійович
- липень 1950 — вересень 1952 — Скрябін Володимир Володимирович
- вересень 1952 — 3 лютого 1958 — Мокроус Федір Якович
- 3 лютого 1958 — січень 1963 — Слободченко Василь Опанасович
- 15 січня 1963 — 9 березня 1963 (сільський) — Тимошенко Семен Маркович
- 17 січня 1963 — 15 грудня 1964 (промисловий) — Всеволожський Михайло Миколайович
- квітень 1963 — 15 грудня 1964 (сільський) — Домченко Володимир Григорович
- 15 грудня 1964 — 24 березня 1966 — Всеволожський Михайло Миколайович
- 24 березня 1966 — 1971 — Трутнєв Анатолій Петрович
- 1971 — 15 листопада 1976 — Пантелеєв Микола Олексійович
- 15 листопада 1976 — 19 липня 1986 — Харченко Григорій Петрович
- 19 липня 1986 — 11 червня 1991 — Причкін Олексій Олексійович
- 11 червня 1991 — серпень 1991 — Скрипник Олександр Вікторович

## Секретарі обласного комітету (обкому)
- січень 1939 — 8 серпня 1939 — Кириленко Андрій Павлович (3-й секретар)
- 8 травня 1939 — жовтень 1941 — Дейнеко Андрій Никифорович (по пропаганді)
- 8 травня 1939 — 21 грудня 1939 — Кирилов С.П. (по кадрах)
- 8 серпня 1939 — жовтень 1941 — Куцевол Олексій Амвросійович (3-й секретар)
- 21 грудня 1939 — жовтень 1941 — Резнік Петро Савелійович (по кадрах)
- 16 травня 1941 — жовтень 1941 — Мойсеєнко Микола Петрович (по промисловості)
- 16 травня 1941 — жовтень 1941 — Мінін Іван Іванович (по машинобудівній промисловості)
- жовтень 1943 — березень 1947 — Куцевол Олексій Амвросійович (3-й секретар)
- жовтень 1943 — березень 1947 — Резнік Петро Савелійович (по кадрах)
- жовтень 1943 — квітень 1944 — Дейнеко Андрій Никифорович (в.о. по пропаганді)
- квітень 1944 — 1946 — Ключник Лев Іванович (по пропаганді)
- січень (затв. у квітні) 1946 — травень 1948 — Сосновський Іван Олексійович (по пропаганді)
- березень (затв. у лютому) 1947 — січень 1949 — Резнік Петро Савелійович (3-й секретар)
- березень (затв. у лютому) 1947 — вересень 1952 — Жуков Яків Григорович (по кадрах)
- травень 1948 — січень 1949 — Клішин Георгій Тимофійович (по пропаганді)
- січень 1949 — вересень (затв. листопад) 1949 — Мойсеєнко Микола Петрович (3-й секретар)
- січень 1949 — березень 1951 — Ашанін Василь Якович (по ідеології)
- вересень (затв. листопад) 1949 — вересень 1952 — Лисак Іван Іванович
- затв. червень 1951 — червень 1952 — Артюховський Микола Олександрович
- червень 1952 — вересень 1952 — Шарков Борис Сергійович
- вересень 1952 — лютий 1960 — Шкабатур Валентин Іванович
- липень 1954 — 1957 — Пасешний Микола Якимович (по промисловості)
- липень 1954 — 15 січня 1963 — Тимошенко Семен Маркович (по сільському господарству)
- затв. березень 1957 — 15 вересня 1961 — Шерстюк Олександр Савич
- лютий 1960 — 15 січня 1963 — Єфремова Любов Федорівна
- 15 вересня 1961 — 15 січня 1963 — Петрикін Василь Іванович (по ідеології)
- 15 січня 1963 — 15 грудня 1964 — Киценко Микола Петрович (сільський по ідеології)
- 15 січня 1963 — 15 грудня 1964 — Слободченко Василь Опанасович (сільський парт-держ. контроль)
- 17 січня 1963 — 15 грудня 1964 — Петрикін Василь Іванович (промисловий по ідеології)
- 17 січня 1963 — 15 грудня 1964 — Єфремова Любов Федорівна (промисловий парт-держ. контроль)
- 15 грудня 1964 — 18 листопада 1985 — Домченко Володимир Григорович (по сільському господарству)
- 15 грудня 1964 — 2 лютого 1974 — Скляров Павло Іванович (по промисловості)
- 15 грудня 1964 — 27 грудня 1980 — Петрикін Василь Іванович (по ідеології)
- 15 грудня 1964 — лютий 1966 — Слободченко Василь Опанасович (парт-держ. контроль)
- 2 лютого 1974 — 15 листопада 1976 — Харченко Григорій Петрович (по промисловості)
- 15 листопада 1976 — 12 квітня 1977 — Татаренко Євген Борисович (по промисловості)
- 30 червня 1977 — 20 лютого 1990 — Адзерихо Володимир Васильович (по промисловості)
- 27 грудня 1980 — 1990 — Воробйов Олександр Костянтинович (по ідеології)
- 18 листопада 1985 — 16 листопада 1990 — Цілуйко Володимир Трохимович (по сільському господарству)
- 24 листопада 1990 — серпень 1991 — Понеділко Віктор Іванович (по ідеології)
- 24 листопада 1990 — серпень 1991 — Анісімов Леонід Олександрович(по соціально-економічній роботі)
- 24 листопада 1990 — 11 червня 1991 — Скрипник Олександр Вікторович (по сільському господарству)

## Заступники секретарів обласного комітету (обкому)
- 1943 — квітень 1945 — Мойсеєнко Микола Петрович (заст. секретаря обкому по промисловості)
- /1944/ — червень /1944/ — Христич Олександр Гнатович (в.о. заст. секретаря обкому по електростанціях і електропромисловості)
- затверджений серпень 1945 — жовтень 1947 — Алонов Георгій Терентійович (заст. секретаря обкому по машинобудівній промисловості)
- затверджений березень 1946 — листопад 1948 — Скорий Володимир Захарович (заст. секретаря обкому по будівництву і будівельних матеріалах)
- затверджений квітень 1946 — листопад 1948 — Куземін Іван Никифорович (заст. секретаря обкому по промисловості)
- затверджений листопад 1946 — листопад 1948 — Насупа Микола Гордійович (заст. секретаря обкому по торгівлі і громадському харчуванню)
- квітень 1948 — листопад 1948 — Рудич Михайло Антонович (заст. секретаря обкому по машинобудуванню))